# Кербель, Борис Михайлович
Бори́с Миха́йлович Ке́рбель (26 сентября 1910, Иркутск — 1992, Иркутск) — советский архитектор, главный архитектор Иркутска (1944—1970). Член Союза архитекторов СССР (1934).

## Память
- В 2010 году в Иркутске на доме, где жили супруги Борис Кербель и Ольга Иванова, в память о них была установлена мемориальная доска[1].
- Архив Кербеля хранится в Иркутске в Музее архитектуры[2].

## Семья
Жена:
- Ольга Григорьевна Иванова (1916—1990) — волейболистка, волейбольный тренер, мастер спорта СССР (1946), заслуженный тренер СССР (1964).

Брат:
- Арон Михайлович Кербель (1920—1995) — театральный актёр, режиссёр, сценограф, художник и педагог.